# スライマーン・シコー
スライマーン・シコー（Sulaiman Shikoh, 1635年3月15日 - 1662年5月）は、北インド、ムガル帝国の皇子ダーラー・シコーの長男。母はナーディラ・バーヌー・ベーグム。

## 生涯

### 幼少期・青年期
1635年3月15日、ムガル帝国の皇子ダーラー・シコーとその妃ナーディラ・バーヌー・ベーグムとの間に生まれる。
成長したスライマーン・シコーは顔立ち美しく、背も高く、立派な体格に恵まれた青年に育った。また、彼は頭脳明晰のみならず自制心もあり、寛容で気前がよく、誰からも好かれる存在となった、とフランスの旅行家フランソワ・ベルニエは語っている。
また、スライマーン・シコーはダーラー・シコーの長男と言うこともあり、祖父にあたる皇帝シャー・ジャハーンは彼を大変愛し、自分の財産を多く分けたという。また、ベルニエによると、シャー・ジャハーンは息子のダーラー・シコーよりも、むしろ彼の方を後継者として考えていたという。

### シャー・シュジャーとの戦いにおける勝利

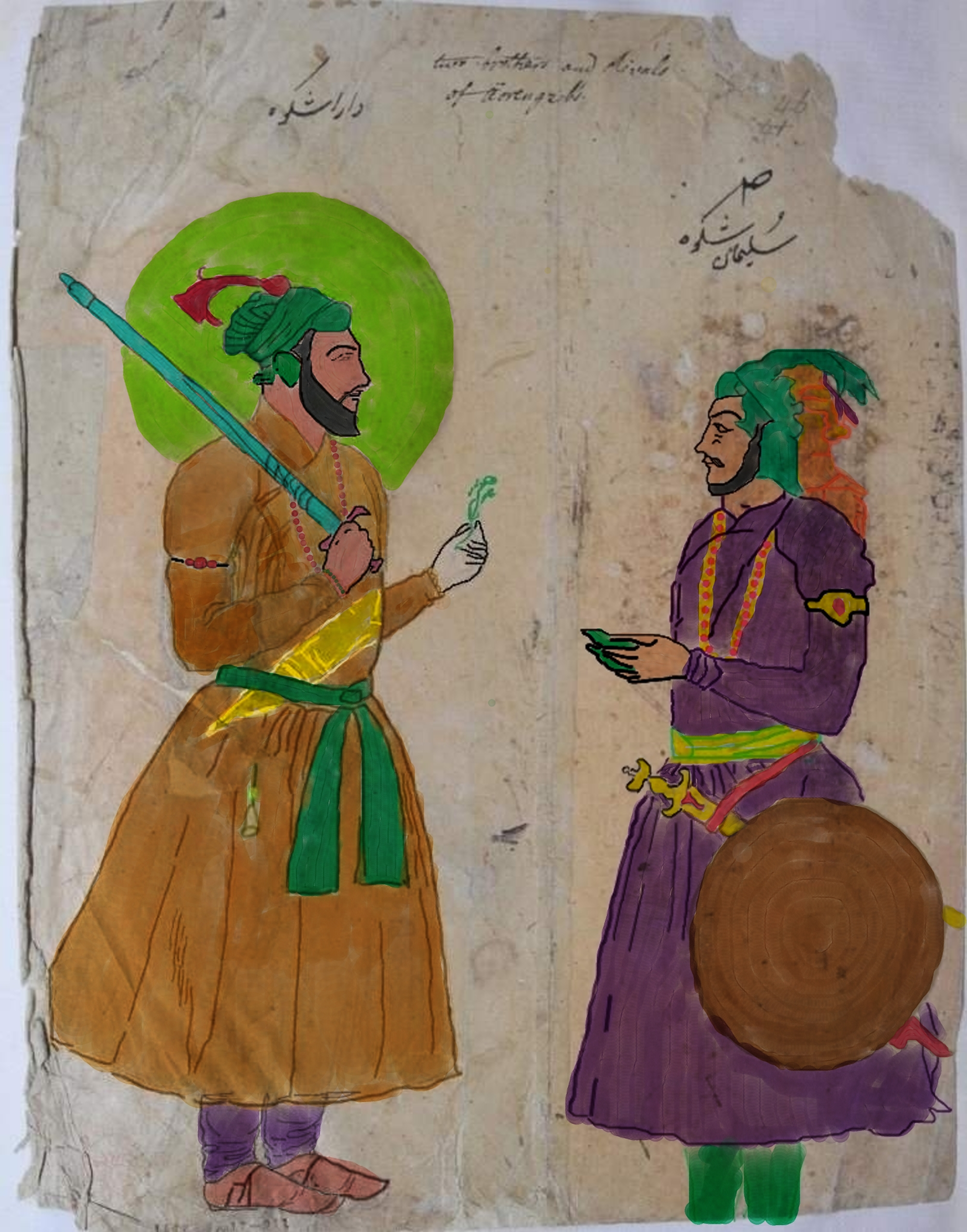
スライマーン・シコーと父ダーラー・シコー

1657年9月、祖父シャー・ジャハーンが重病となり、父ダーラー・シコーはその3人の弟シャー・シュジャー、アウラングゼーブ、ムラード・バフシュと皇位をめぐって争うこととなった。
11月、シャー・シュジャーがベンガルで即位したのち、首都アーグラに向かっているという報告が伝わり、ダーラー・シコーはスライマーン・シコーにジャイ・シングとディリール・ハーンをつけてその討伐に向かわせた。
1658年2月14日、スライマーン・シコー率いるダーラー・シコーの軍勢はアーグラに向かっていたシャー・シュジャーとその軍に遭遇し、交戦状態となった（バハードゥルプルの戦い）スライマーン・シコーはこの戦闘において奮闘し、敵軍は混乱状態となり、シャー・シュジャーは敗走した。
スライマーン・シコーの軍勢は数日間のあいだ追撃したが、のちに追撃をやめてアーグラへと引き返した。とはいえ、彼はシャー・シュジャーから大砲を何問か鹵獲し、この戦いで人々から名声を得ることとなった。

### 父の敗北

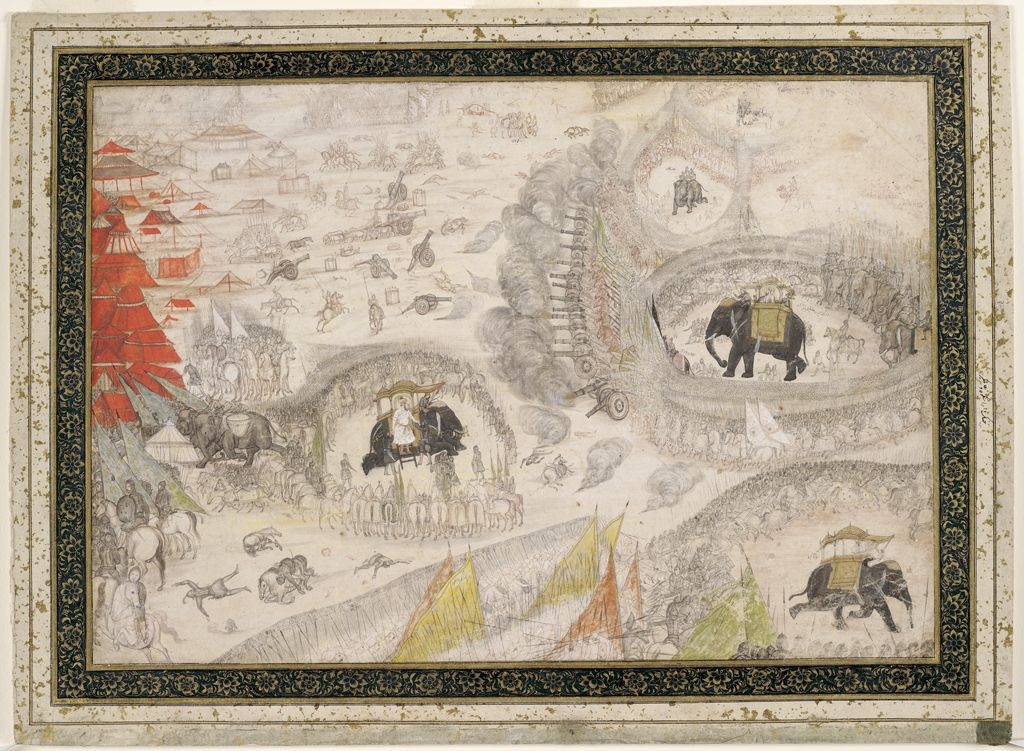
サムーガルの戦い

さて、スライマーン・シコーがいない間、父のダーラー・シコーはどうなっていたのかと言うと、4月15日に彼が派遣した軍がアウラングゼーブとムラード・バフシュの連合軍に敗れ（ダルマートプルの戦い）、その進軍を許す結果となっていた。
そのため、シャー・ジャハーンは軍の全権をダーラー・シコーに譲ったが、揮する能力に欠き、軍人らには不人気であり、彼の軍勢において最も強力な武将ジャイ・シングはスライマーン・シコーとともにアーグラに向かって行軍中であった。シャー・ジャハーンや父の側近はスライマーン・シコーがアーグラに到着するまで待ち、危険な戦いは方がよいと助言したが、父は聞き入れなかった。
スライマーン・シコーはアーグラに向かったが、ダーラー・シコーはアーグラからアウラングゼーブとムラード・バフシュの連合軍の迎撃に向かい、6月8日にアーグラ近郊のサムーガルで戦闘を交えた（サムーガルの戦い）。
しかし、父ダーラー・シコーは優勢であったにもかかわらず、その日のうちに不運にも敗北してしまい、西北のラホールへと家族を連れて逃げざるを得なかった。その後、アウラングゼーブはムラード・バフシュを裏切って幽閉し、7月に帝位を宣した。

### ジャイ・シングの裏切り
スライマーン・シコーは父の敗北を知ると、ジャイ・シングに今後どうするべきか、何度も相談を持ちかけた。アウラングゼーブもまた、ダーラー・シコーが彼の軍の戦力を頼みにするだろうことは知っていたので、ジャイ・シングとディリール・ハーンに何通も手紙を送り、彼を捕えて自分の味方にするように言った。
ジャイ・シングは親友のディリール・ハーンに相談したのち、スライマーン・シコーにアウラングゼーブから来た手紙を見せ、彼を捕まえるように命じている点に注意した。彼はディリール・ハーンやダーウード・ハーンといったほかの将軍らも信用できず、ガルワール王国の首都シュリーナガル（スリーナガル）に向かうのが最善の策だといった。また、そこのラージャはアウラングゼーブに味方していないから、その地で情勢を見守って好きな時にいつでも山を下りればいいといった。
スライマーン・シコーは今後はジャイ・シングをあてにできないと悟り、荷物をまとめてシュリーナガルを目指すように命令した。彼を慕う軍人やサイイドの多くは彼に付き従い、ついていく準備をする者もいたが、なかにはジャイ・シングに付いていく者もいた。
だが、スライマーン・シコーが出発したのち、ジャイ・シングはディリール・ハーンとともに兵を送ってその荷物を襲わせ、とりわけルピー金貨を積んだ象を一頭奪い取った。このため、スライマーン・シコーのわずかな軍勢は大混乱に陥り、彼を見捨てて逃げる者もいた。一行はまた農民の略奪や追剥にも会い、何人かが殺害された。

### シュリーナガルでの亡命生活
だが、スライマーン・シコーはジャイ・シングの裏切りに会いながらも、妻子を連れて旅を続け、やがてシュリーナガルへとついた。
スライマーン・シコーはシュリーナガルに着くと、そこのラージャに名誉ある迎え方をされ、礼節の限りを尽くされた。また、ラージャは彼にシュリーナガルにおける可能な限りの保護と援助を約束した。
スライマーン・シコーはシュリーナガルでラージャの保護を受けながら、山を下りる準備をしていたものの、1659年3月にアウラングゼーブが父ダーラー・シコーにアジメールで勝利したのち（アジメールの戦い）、ジャイ・シングを通してシュリーナガルのラージャに引き渡すよう何度も手紙を書かさせていた。
だが、シュリーナガルのラージャは戦争になるぞと脅されても、「そのような卑劣な行いをするのなら国を失ったほうがましだ」、と返答し、アウラングゼーブはシュリーナガルと先端を開いた。シュリーナガルの山地は軍勢が入れるような場所ではなく、帝国軍はおびただしい工兵を使って岩山を切り開いたが、岩山だけで侵攻を防ぐことが出来るほどだったので、仕方なく引き返した。

### 幽閉と死
しかし、8月のダーラー・シコーの処刑後、アウラングゼーブはジャイ・シングを使い手紙を書かせてシュリーナガルのラージャと交渉し、自身もまた脅迫じみた手紙を送った。
そのうえ、シュリーナガル近隣のラージャたちも買収され、彼らはアウラングゼーブの命令で戦争を行うとさえ言った。シュリーナガルのラージャもさすがにその意思がぐらつき、ついに引き渡しに応じてしまう。スライマーン・シコーはこのことに気付くと、シュリーナガルを逃げて大チベットへと向かおうとしたが、追手につかまってしまう。
その後、スライマーン・シコーはシュリーナガルからデリーに送られ、1661年1月8日にアウラングゼーブの命によりデリーのサリームガル城に幽閉された。それから間もなく、アウラングゼーブは彼が本人であることを宮廷の貴族一同と確認するため、サリームガルからデリーに連れてくるように命令した。
1月13日、スライマーン・シコーはデリー城に連れて行かれが、その姿を見て数多くの軍人（ウマラー）らは切なさに涙を抑えかね、宮廷の貴婦人らも鎧戸に隠れて見ていたが、彼女らもまた涙したという。皇帝アウラングゼーブも彼に深く心を動かされ、極めて親切に慰めを言葉をかけ話した。ベルニエによると話の内容は、「（スライマーン・シコーに）ひどい扱いはしない、むしろよい待遇をうけるだろう。また、父のダーラー・シコーを殺害したのは、彼が信仰を持たぬ者（カーフィル）になったからだ」、という内容だったという。
すると、スライマーン・シコーはサラームという感謝の印を意味するお辞儀をし、両手を床におろしてその手を頭上に精一杯挙げ、毅然とした態度で「私にポースト（アヘンを溶かした水）を飲まさないのでしたら、どうか殺してください」と言った。アウラングゼーブは、ポーストは飲ませないからくれぐれも安心しろと言い、くれぐれも安心するように言った。それから、スライマーン・シコーはシュリーナガルへと向かう際に奪われたルピー金貨を積んだ象のことについて、いくつか質問を受け、退出を許された。
翌14日、スライマーン・シコーは他の捕虜とともにグワーリヤル城へと送られた。この城には父ダーラー・シコーの処刑後、弟のシピフル・シコーがすでに幽閉されていた。
1662年5月某日、スライマーン・シコーはグワーリヤル城で幽閉されたまま死亡した。死因に関しては、
アウラングゼーブが約束を破り、ポーストを飲ませ続けたことで死亡したというのが、ベルニエをはじめとする多くの歴史家たちの見解である。